# Componentes de un vector

En el caso del concepto geométrico clásico de vector, existe una identificación plena entre sus "componentes" y las "coordenadas" que lo representan. Sin embargo, existen otro tipos de espacios vectoriales (como por ejemplo, el conjunto de polinomios de orden n), en los que el concepto de "coordenada" carece de la generalidad de la idea de "componente"

En álgebra lineal, los componentes de un vector son una lista ordenada de números que lo describen en términos de una base determinada, constituyendo una representación del mismo.
Siempre se especifican en relación con una base ordenada. Las bases y sus representaciones mediante componentes asociados permiten caracterizar tanto los elementos de cualquier espacio vectorial como las aplicaciones lineales definidas sobre el mismo, tomando la forma de vectores columna o fila, y de matrices. Esta propiedad facilita la sistematización de los cálculos asociados a estas aplicaciones.
La idea de un vector descrito mediante sus componentes también se puede utilizar en espacios vectoriales de dimensión infinita, como se describe a continuación.

## Definición
Sea V un espacio vectorial de dimensión n sobre un campo F, y sea
{\displaystyle B=\{b_{1},b_{2},\ldots ,b_{n}\}}
una base de V.
Entonces, para cada {\displaystyle v\in V} existe una única combinación lineal de los vectores base que es igual a v:
{\displaystyle v=\alpha _{1}b_{1}+\alpha _{2}b_{2}+\cdots +\alpha _{n}b_{n}.}
Las componentes del vector v relativas a B son una sucesión de coordenadas
{\displaystyle [v]_{B}=(\alpha _{1},\alpha _{2},\cdots ,\alpha _{n}).}
Este conjunto de coeficientes también se denomina "representación de v con respecto a B", o "representación respecto a B de v". Las α-s se denominan componentes de v (o también coordenadas de v cuando se requiere utilizar una notación geométrica). El orden de la base se vuelve importante aquí, puesto que determina el orden en el que se enumeran los coeficientes de las componentes del vector.
Las componentes de un vector en espacios vectoriales de dimensión finita se pueden representar mediante matrices como vectores columna o fila. Con la notación anterior, se puede escribir
{\displaystyle [v]_{B}={\begin{bmatrix}\alpha _{1}\\\vdots \\\alpha _{n}\end{bmatrix}}}
o bien
{\displaystyle [v]_{B}={\begin{bmatrix}\alpha _{1}&\alpha _{2}&\dots &\alpha _{n}\end{bmatrix}}.}

## Representación estándar
Se puede mecanizar la transformación anterior definiendo una función {\displaystyle \phi _{B}}, llamada representación estándar de V con respecto a B, que liga cada vector con las componentes de su representación: {\displaystyle \phi _{B}(v)=[v]_{B}}. Entonces {\displaystyle \phi _{B}} es una transformación lineal de V sobre Fn. De hecho, es un isomorfismo, y su inversa {\displaystyle \phi _{B}^{-1}:F^{n}\to V} es simplemente
{\displaystyle \phi _{B}^{-1}(\alpha _{1},\ldots ,\alpha _{n})=\alpha _{1}b_{1}+\cdots +\alpha _{n}b_{n}.}
Alternativamente, se podría haber definido {\displaystyle \phi _{B}^{-1}} como la función anterior desde el principio, observando que {\displaystyle \phi _{B}^{-1}} es un isomorfismo, y definir {\displaystyle \phi _{B}} como su inversa.

## Ejemplos

### Ejemplo 1
Sea P3 el espacio de todos los polinomios algebraicos de grado como máximo 3 (es decir, el mayor exponente de x puede ser 3). Este espacio es lineal y está representado por los siguientes polinomios:
{\displaystyle B_{P}=\left\{1,x,x^{2},x^{3}\right\}}
de los que se deduce la matriz identidad
{\displaystyle 1:={\begin{bmatrix}1\\0\\0\\0\end{bmatrix}};\quad x:={\begin{bmatrix}0\\1\\0\\0\end{bmatrix}};\quad x^{2}:={\begin{bmatrix}0\\0\\1\\0\end{bmatrix}};\quad x^{3}:={\begin{bmatrix}0\\0\\0\\1\end{bmatrix}}}
Entonces, las componentes correspondientes al polinomio
{\displaystyle p\left(x\right)=a_{0}+a_{1}x+a_{2}x^{2}+a_{3}x^{3}}
son
{\displaystyle {\begin{bmatrix}a_{0}\\a_{1}\\a_{2}\\a_{3}\end{bmatrix}}.}
Según esa representación, el operador diferencial d/dx, denominado D, estará representado por la siguiente matriz:
{\displaystyle Dp(x)=P'(x);\quad [D]={\begin{bmatrix}0&1&0&0\\0&0&2&0\\0&0&0&3\\0&0&0&0\\\end{bmatrix}}}
Usando ese método es fácil explorar las propiedades del operador, como su invertibilidad, carácter hermitico, anti-hermítico o ninguno, espectro, autovalores y autovectores, y otras características.

### Ejemplo 2
Las matrices de Pauli, que representan el operador espín al transformar los estados cuánticos de espín en coordenadas vectoriales.

## Matriz de transformación básica
Sean B y C dos bases diferentes de un espacio vectorial V, y denomínese {\displaystyle \lbrack M\rbrack _{C}^{B}} a la matriz cuyas columnas consisten en la representación C de los vectores base b1, b2,…, bn:
{\displaystyle \lbrack M\rbrack _{C}^{B}={\begin{bmatrix}\lbrack b_{1}\rbrack _{C}&\cdots &\lbrack b_{n}\rbrack _{C}\end{bmatrix}}}
Esta matriz se conoce como la matriz de transformación de la base B a la base C. Puede considerarse como un automorfismo sobre V. Cualquier vector v representado en B se puede transformar en una representación en C de la siguiente manera:
{\displaystyle \lbrack v\rbrack _{C}=\lbrack M\rbrack _{C}^{B}\lbrack v\rbrack _{B}.}
Si E es la base canónica, la notación se puede simplificar omitiéndola, con la transformación de B a E representada por:
{\displaystyle v=\lbrack M\rbrack ^{B}\lbrack v\rbrack _{B}.\,}
donde
{\displaystyle {\begin{aligned}v&=\lbrack v\rbrack _{E},\\\lbrack M\rbrack ^{B}&=\lbrack M\rbrack _{E}^{B}.\end{aligned}}}
Bajo la transformación entre bases, se puede observar que el superíndice en la matriz de transformación, M, y el subíndice en el vector de coordenadas, v, son iguales y aparentemente se cancelan, dejando el subíndice restante. Si bien esto puede servir como una ayuda para memorizar la forma de operar estos elementos entre sí, es importante tener en cuenta que en realidad no se está llevando a cabo tal cancelación u operación matemática similar.

### Corolario
La matriz M es una matriz invertible y M−1 es la matriz de transformación de la base C a la base B. En otras palabras,
{\displaystyle {\begin{aligned}&\operatorname {Id} \\[3pt]={}&\lbrack M\rbrack _{C}^{B}\lbrack M\rbrack _{B}^{C}=\lbrack M\rbrack _{C}^{C}\\[3pt]={}&\lbrack M\rbrack _{B}^{C}\lbrack M\rbrack _{C}^{B}=\lbrack M\rbrack _{B}^{B}\end{aligned}}}

## Espacios vectoriales de dimensión infinita
Supóngase que V es un espacio vectorial de dimensión infinita sobre un campo F. Si la dimensión es κ, entonces existe alguna base formada por κ elementos de V. Después de determinar un orden, la base puede considerarse una base ordenada. Los elementos de V son combinaciones lineales finitas de elementos en la base, que dan lugar a representaciones de coordenadas únicas exactamente como se describió anteriormente. El único cambio es que el conjunto de indexación de las coordenadas no es finito. Dado que un vector dado v es una combinación lineal finita de elementos básicos, las únicas entradas distintas de cero de las componentes de v serán los coeficientes distintos de cero de la combinación lineal que representa a v. Por lo tanto, las componentes de v son cero excepto en un número finito de entradas.
Las transformaciones lineales entre espacios vectoriales (posiblemente) de dimensión infinita se pueden modelar, de manera análoga al caso de dimensión finita, con matrices infinitas. El caso especial de las transformaciones de V sobre V se describe en el artículo anillo lineal pleno.